# Raghu Rai
Raghu Rai eller Raghunath Rai Chowdhry, född 1942 i Jhang, Punjab, Brittiska Indien (idag i Pakistan), är en indisk fotograf och fotojournalist . Henri Cartier-Bresson, som var en av grundarna av Magnum Photos upptäckte honom och hans arbete i samband med en utställning i Paris 1971 anställde honom vid företaget 1977. Han har under sin yrkesutövning varit anställd vid flera olika tidningar och han har också varit verksam som freelancefotograf. Han är bland annat känd för sina böcker Raghu Rais Indien – Reflections in Colour och Reflections in Black and White.

## Karriär
Det var Raghu Rais äldre bror Sharampal Chowdhry, en etablerad fotograf, också känd som "S Paul", som 1962 initierade honom i fotografi. 1965 blev han chefsfotograf vid den New Delhi-baserade tidningen The Statesman. Han lämnade tidningen 1976 för att i stället arbeta som freelancefotograf. 
Han arbetade därefter bland annat som bildredigerare vid Sunday, en nyhetsmagasin i Calcutta. 1980 lämnade han Sunday och började arbeta bildredaktör, visualiserare och fotograf hos India Today. Han var chefsfotograf vid India Today 1982–1992.
Indien är ett frekvent återkommande tema bakom Raghu Rais omfattande bokproduktion. Bland kända personer som han följt och dokumenterat under en längre tid är Moder Teresa och Dalai Lama. Time, Life, GEO, The New York Times, Sunday Times, Newsweek, The Independent och The New Yorker är exempel på tidningar och tidskrifter som publicerat fotoreportage skapade av Raghu Rai.
Raghu Rai dokumenterade 1984 Bhopalkatastrofen, på uppdrag av Greenpeace. Hans dokumentation av katastrofen och dess konsekvenser för människor som drabbades publicerades 1984 i India Today. Hans arbete med katastrofen resulterade vidare i en bok, Exposure: A Corporate Crime och tre utställningar, som visades på olika platser i Europa, USA, Indien och Sydostasien efter 2004, då tjugo år förflutit sedan katastrofen. Syftet var bland annat att uppmärksamma offren varav många inte fått något stöd efter händelsen och som bor kvar i det förorenade området i och kring Bhopal.
Han har i några omgångar ingått i juryn för såväl World Press Photo of the Year-tävlingen som UNESCOs internationella fototävling.

## Priser och utmärkelser i urval
- Padma Shri, 1972
- Photographer of the Year (USA), 1992

## Utställningar i urval
- 1997 Retrospective – National Gallery of Modern Art, New Delhi, Indien
- 2002 Raghu Rai's India – A Retrospective – Photofusion, London, Storbritannien
- 2002 Utställning vid Volkartstiftelsen – Winterthur, Schweiz
- 2003 Bhopal – Helsingfors, Finland
- 2003 Bhopal – Sala Consiliare, Venedig, Italien
- 2003 Exposure: Portrait of a Corporate Crime – University of Michigan, Ann Arbor, USA
- 2004 Exposure – Leica Gallery, Prag, Tjeckoslovakien
- 2004 Exposure – Drik Gallery, Dhaka, Bangladesh
- 2005 Bhopal 1984–2004 – Melkweg Gallery, Amsterdam, Nederländerna
- 2005 India – Musei Capitolini Centrale Montemartini, Rom, Italien
- 2007 Utställning vid "Les Rencontres d'Arles" (en årlig fotofestival), Arles, Frankrike
- 2012 My India – FotoFreo-festivalen – Australien
- 2013 Trees (svart och vitt) – New Delhi, Indien
- 2014 In Light of India: Photography by Raghu Rai – Hong Kong International Photo Festival, Hong Kong